# 120 필름

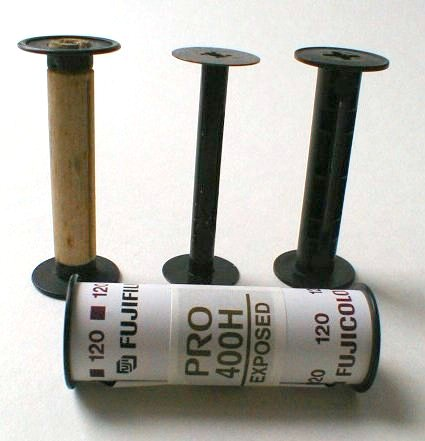
최초의 120, 620 과 현재의 120 필름 스풀

120 필름은 1901년 코닥이 도입한 필름 형식이다. 처음에는 아마추어 사진 촬영용으로 사용되었으나, 나중에는 135 필름이 그 역할을 대신 하였다. 이 형식과 가까운 220 필름과 함께, 전문가와 아마추어 모두가 사용하는 중형 필름으로서 오늘날까지 사용되고 있다.

## 같이 보기
- 분류:필름 규격